# بمس خسوس دا لاپا
بمس خسوس دا لاپا (به پرتغالی: Bom Jesus da Lapa) یک منطقهٔ مسکونی در برزیل است که در باهیا واقع شده‌است. بمس خسوس دا لاپا ۴٬۱۱۵٫۵۲۴ کیلومتر مربع مساحت و ۶۹٬۶۶۲ نفر جمعیت دارد و ۴۸۳٫۸۲ متر بالاتر از سطح دریا واقع شده‌است.